# Cladonia robusta
Cladonia robusta är en lavart som beskrevs av Ahti. Cladonia robusta ingår i släktet Cladonia och familjen Cladoniaceae.   Inga underarter finns listade i Catalogue of Life.